# Шарлоу
Шарлоу (англ. Charlo) — село в Канаді, у провінції Нью-Брансвік, у складі графства Рестіґуш.

## Населення
За даними перепису 2016 року, село нараховувало 1310 осіб, показавши скорочення на 1,1%, порівняно з 2011-м роком. Середня густина населення становила 41,9 осіб/км².
З офіційних мов обидвома одночасно володіли 945 жителів, тільки англійською — 265, тільки французькою — 100. Усього 5 осіб вважали рідною мовою не одну з офіційних.
Працездатне населення становило 53,3% усього населення, рівень безробіття — 13,3%.
Середній дохід на особу становив $41 056 (медіана $36 032), при цьому для чоловіків — $48 929, а для жінок $32 686 (медіани — $43 008 та $28 480 відповідно).
24% мешканців мали закінчену шкільну освіту, не мали закінченої шкільної освіти — 22,2%, 53,8% мали післяшкільну освіту, з яких 23,1% мали диплом бакалавра, або вищий.
| Статево-вікова структура населення | Статево-вікова структура населення | Статево-вікова структура населення | Статево-вікова структура населення | Статево-вікова структура населення |
| ---------------------------------- | ---------------------------------- | ---------------------------------- | ---------------------------------- | ---------------------------------- |
|                                    |                                    |                                    |                                    |                                    |
| Всього                             | Всього                             | 48,5%51,5%                         |                                    |                                    |
| 0 — 14 років                       | 0 — 14 років                       |                                    | 12,9%                              | 12,9%                              |
| 15 — 64 років                      | 15 — 64 років                      |                                    | 59,8%                              | 59,8%                              |
| 65 і більше                        | 65 і більше                        |                                    | 27,3%                              | 27,3%                              |
| 85 і більше                        | 85 і більше                        |                                    | 2,3%                               | 2,3%                               |
| Середній вік (років)               | Середній вік (років)               | 48,249,3                           | 48,7                               | 48,7                               |
| Медіана (років)                    | Медіана (років)                    | 54,955,0                           | 55,0                               | 55,0                               |
| — чоловіки — жінки                 |                                    |                                    |                                    |                                    |

| Походження мешканців:     | Походження мешканців:     | Походження мешканців: | Походження мешканців: | Походження мешканців: |
| ------------------------- | ------------------------- | --------------------- | --------------------- | --------------------- |
| Походження                |                           |                       | осіб                  | %                     |
| Корінні американці        | Корінні американці        |                       | 105                   | 8.11%                 |
| Інше північноамериканське | Інше північноамериканське |                       | 820                   | 63.32%                |
| Європейське               | Європейське               |                       | 770                   | 59.46%                |
| британське                | британське                |                       | 450                   | 34.75%                |
| французьке                | французьке                |                       | 525                   | 40.54%                |
| Карибське                 | Карибське                 |                       | 10                    | 0.77%                 |
| Азійське                  | Азійське                  |                       | 10                    | 0.77%                 |

## Клімат
Середня річна температура становить 3,5°C, середня максимальна – 21,9°C, а середня мінімальна – -18,4°C. Середня річна кількість опадів – 1 033 мм.
| Клімат поселення                              | Клімат поселення | Клімат поселення | Клімат поселення | Клімат поселення | Клімат поселення | Клімат поселення | Клімат поселення | Клімат поселення | Клімат поселення | Клімат поселення | Клімат поселення | Клімат поселення | Клімат поселення |
| Показник                                      | Січ.             | Лют.             | Бер.             | Квіт.            | Трав.            | Черв.            | Лип.             | Серп.            | Вер.             | Жовт.            | Лист.            | Груд.            |                  |
| Середній максимум, °C                         | −6,29            | −4,8             | 1,02             | 7,69             | 14,90            | 20,68            | 21,91            | 20,90            | 15,98            | 10,01            | 3,66             | −4,21            |                  |
| Середня температура, °C                       | −12,35           | −10,86           | −5,05            | 1,65             | 8,84             | 14,63            | 18,12            | 17,12            | 12,20            | 6,23             | −0,13            | −7,99            |                  |
| Середній мінімум, °C                          | −18,41           | −16,91           | −11,1            | −4,42            | 2,77             | 8,57             | 14,32            | 13,33            | 8,41             | 2,44             | −3,92            | −11,78           |                  |
| Норма опадів, мм                              | 82               | 60               | 78               | 78               | 88               | 88               | 101              | 101              | 86               | 88               | 89               | 94               |                  |
| Середньомісячна швидкість вітру, м/с          | 4.87             | 4.80             | 4.70             | 4.42             | 4.12             | 3.84             | 3.47             | 3.52             | 3.85             | 4.31             | 4.58             | 4.79             |                  |
| Середньомісячна сонячна радіація, кДж/м²·день | 4893             | 8348             | 12266            | 15635            | 18528            | 20297            | 19635            | 17195            | 12490            | 7675             | 4510             | 3633             |                  |
| --------------------------------------------- | ---------------- | ---------------- | ---------------- | ---------------- | ---------------- | ---------------- | ---------------- | ---------------- | ---------------- | ---------------- | ---------------- | ---------------- | ---------------- |
| Джерело:                                      |                  |                  |                  |                  |                  |                  |                  |                  |                  |                  |                  |                  |                  |